# Bergen auf Rügen
Bergen auf Rügen este un oraș din landul Mecklenburg - Pomerania Inferioară, Germania, aflat pe insula Rügen.

## Personalități născute aici
- Theodor Billroth (1829 - 1894), chirurg;
- Hans Langsdorff (1894 - 1939), ofițer de marină;
- Andrea Heim (n. 1961), voleibalistă;
- Steffi Nerius (n. 1972), atletă.